# Il paramedico
Il paramedico è un film del 1982 diretto da Sergio Nasca.

## Trama
Mario Miglio, un infermiere squattrinato e piuttosto ambizioso, vince per caso una Fiat Argenta. La nuova macchina l'aiuta a conquistare Vittoria, la bella e seducente moglie del banchiere massone Pinna, ma gli causa anche diversi guai, in quanto alcuni terroristi la rubano: a causa di un equivoco lo stesso Mario viene scambiato per uno di loro.